# Nemoria associaria
Nemoria associaria là một loài bướm đêm trong họ Geometridae.